# Declarația drepturilor copilului
Declarația Drepturilor Copilului reprezintă o rezoluție a Adunării Generale a ONU din 2 noiembrie 1959 (Rezoluția 1359) proclamată în a XIV-a sesiune a ONU. Declarația dorește să extindă protecția specială enunțată în Declarația de la Geneva din 1924 privind Drepturile Copilului fiind o extindere a Declarației Universale a Drepturilor Omului. Această declarație din 1959 a fost baza adoptării, 30 de ani mai târziu, pe 20 noiembrie 1989, a Convenției cu privire la Drepturile Copilului care a intrat în vigoare la 2 septembrie 1990. . Declarația nu a avut decât valoare simbolică, convenția fiind cea care a produs efecte juridice pentru țările semnatare.